# Urbanowice (Tychy)
Urbanowice (niem. Urbanowitz) – dzielnica Tychów położona we wschodniej części miasta.
Dzielnica graniczy z miastami: Bieruń i Lędziny oraz z dzielnicami Tychów: Wygorzele, Jaroszowice, Wartogłowiec, Zawiść, Śródmieście, Cielmice.
W dzielnicy położony jest zakład FCA Poland oraz Katowicka Specjalna Strefa Ekonomiczna.
W latach 1945–54 siedziba gminy Urbanowice.

## Tranzyt
Główne ulice to: ul. Oświęcimska, ul. Turyńska, ul. Urbanowicka i ul. Główna. 
Przez dzielnicę przebiega również droga krajowa nr 44 i w tej dzielnicy zaczyna się obwodnica Bierunia. 